# Szmańkowczyki
Szmańkowczyki (ukr. Шманьківчики) – wieś na Ukrainie, w  rejonie czortkowskim obwodu tarnopolskiego, w hromadzie Zawodśke.

## Toponimia
Część ludności Szmańkowiec osiedliła się w pobliżu lasu i starej zepsutej drogi prowadzącej do Skały i Kamieńca Podolskiego. Nowa osada otrzymała również nazwę spółgłoskową, której etymologia pochodzi od Szmańkowiec. Stwierdził to profesor Uniwersytetu Lwowskiego Mychajło Czudasz, który zauważył, że nowa nazwa oznacza „tych, którzy przenieśli się ze wsi Szmańkowce”.
Mykoła Krykun podaje następujące warianty nazw wsi Szmańkowczyki zapisane w porządku chronologicznym w odpowiednich źródłach:
- Szmankowce Stare alias Małe alias Podleśne, s. – Kamieniecka Księga Ziemska 1610;
- Szmankowce, s. – Kamieniecka Księga Ziemska 1617, 1642;
- Szmankowce, s. – Rejestr podymny 1629, 1650 1661, 1667;
- Szmankowce, s. – Rejestr pogłowny 1662;
- §Imankofije-i Maleńki, s. – Kamieniecki defter 1681.

## Geografia
Położony 12 km od centrum dzielnicy i 2,5 km od dworca kolejowego o tej samej nazwie.
0,3 km od wsi znajduje się przysiółek Kanal, który w 1952 r. liczył 4 podwórka i 11 mieszkańców.

## Historia

### Średniowiecze, czasy nowożytne
Miejscowość znana od XVII wieku. Po raz pierwszy pojawia się w dokumentach z 1610 r. pod nazwą Szmańkowce Stare, Małe lub Podleśne, w 1678 r. były to Szmańkowczyki.
W 1785 r. we wsi mieszkały 494 osoby. Do dziś zachował się z tamtych czasów pałac Stanisława Wygowskiego. Wiadomo, że we wschodniej części Szmankowczyków znajdowały się majątki oo. Dominikanów z Czortkowa, którzy wraz z lasem posiadali 600 morgów ziemi we wsi. Chłopi posiadali wówczas 400 morgów.
W 1880 r. w Szmańkowczykach znajdowało się 69 domów (60 – we wsi, 9 – w majątku), w których mieszkało 464 osoby. W 1900 wieś miała 741 mieszkańców, w 1910 – 754, 1921 – 710, 1931 – 760. W 1921 roku znajdowały się w niej 133 gospodarstwa, w 1931 – 169.

### XX wiek
W czasach austro-węgierskich istniała szkoła 1-klasowa, w Polsce 2-klasowa (obie z polskim językiem nauczania), które mieściły się w domu. W 1872 r. mieszkańcy wybudowali kaplicę, w 1912 - szkołę, w 1927 - czytelnię. Istniała także gorzelnia, młyn, cegielnia i karczma.
W latach dwudziestych i trzydziestych działały filie towarzystw „Proswita”, „Łuh”, „Silśkyj Hospodar”, „Ridna Szkoła” i inne spółdzielnie.
Działały polskie towarzystwa „Kółko Rolnicze”, „Strzelec” i „Dom Ludowy”.
W przededniu wybuchu II wojny światowej (1938) zbudowano kościół z kamienia na folwarku. Polskie władze aresztowały Wasyla A. i Wasyla T. Zacharczuka i osadziły ich w obozie odosobnienia Bereza Kartuska.
Po ustanowieniu władzy sowieckiej we wrześniu 1939 r. na przewodniczącego rady wiejskiej wybrano Maksyma Koziara. W tym samym roku kasa została upaństwowiona, a czytelnia Proswita przemianowana na klub.
W 1941 r. rodziny Zacharczuków i Fedora Kałużniaka zostały deportowane na Syberię. Po odwrocie Armii Czerwonej w tym samym roku we wsi założono symboliczny grób i postawiono krzyż.
W latach 1939–1941 organy NKWD torturowały i rozstrzeliwały mieszkańców Szmańkowczyków: Antona Baraszowycza, Myrosława Bodnaruka i Iwana Horiaczego zamordowano w więzieniu w Czortkowie w dniach 20-21 lipca 1941 r. Iwan Hłuch, Petro Herman, Ołeks Horiaczyj, Fedor Dawydiuk i Anton Słot zostali rozstrzelani w Humaniu w obwodzie czerkaskim. Wasyl Bryhadyr, Wasyl Wilchowyj, Myrosław, Anton i Olha Zacharczukowie, Iwan i Rozalia Mostowicze, Antin i Mychajło Jurkow oraz inni walczyli w szeregach UPA.
W czasie wojny niemiecko-sowieckiej w szeregach Armii Czerwonej walczyli i zginęli mieszkańcy wsi: Julian Bojko (ur. 1912), Maksym Bojanowski (ur. 1905), Maksym Werbowecki (ur. 1906), Wasilij Gira (ur. 1918), Stepan Hłuch (ur. 1920), Anton (ur. 1897), Mykoła (ur. 1903) i Jarosław Zacharczukowie (ur. 1921), Wasyl Kłym, Wasyl Kuc (ur. 1904), Mychajło Miszczyj, Mychajło Pirożyk (ur. 1906), Omelian Reszetyło (ur. 1904), Wasyl (ur. 1912) i Mychajło (ur. 1918) Stec, Mykoła Uszyj (ur. 1910), Wasyl Chudyk (ur. 1904).

### Okres niepodległej Ukrainy
Od 27 listopada 2020 r. wieś należy do hromady Zawodśke. 12 listopada 2021 r. utworzono szmańkowiecki okręg starostyński, którego siedziba znalazła się we wsi Szmańkowczyki.

## Zabytki
- Pałac Platnerów w Szmańkowczykach

## Religia
- Cerkiew św. Wielkiego Męczennika Jerzego Zwycięskiego (Prawosławna Cerkiew Ukrainy; 1996),
- Cerkiew św. Jerzego (Ukraińska Cerkiew Greckokatolicka; 1992),
- Kaplica.

## Społeczność
We wsi działa szkoła, przedszkole, pracownia Ośrodka Usług Kulturalnych Hromady Zawodśke (dawna biblioteka), centrum medyczne i położnicze, poczta, OAO „Czortkowskie Przedsiębiorstwo Hodowlane”, gospodarstwo rolne „Wiełyczko”, OAO „Tarnopolska Obwodowa Stacja Rybołówstwa i Rekultywacji”, Czortkowskie Przedsiębiorstwo Produkcyjno-Handlowe „Rij”, PE „Olga-LTD”, trzy zakłady handlowe.

## Ludzie urodzeni w Szmańkowczykach
- Kazimierz Marian Dudziński (ur. 1890) – podpułkownik piechoty Wojska Polskiego, kawaler Orderu Virtuti Militari;
- Bolesław Dziedzic (1909–1985) – polski prawnik, sędzia, oficer, polityk emigracyjny;
- Zygmunt Polak (1896–1982) – pułkownik dyplomowany piechoty Wojska Polskiego, działacz niepodległościowy, kawaler Orderu Virtuti Militari;
- Wiktor Humeniuk (ur. 1967) – przewodniczący Ruchu OUN w Moskwie;
- Wasyl Zacharczuk (1899 – ?) – osoba publiczna w Kanadzie;
- Iwan Rudzewycz (ur. 2001) – piłkarz, mistrz Igrzysk olimpijskich niesłyszących (2022);
- Natalia Stec (ur. 1972) – nauczycielka, kompozytorka i śpiewaczka[6].

## Źródła
- В. Бойко., В. Уніят., М. Федечко, Шманьківчики // Тернопільщина. Історія міст і сіл: у 3 т., Тернопіль: ТзОВ «Терно-граф», 2014, T. 3: М – Ш, s. 523–524, ISBN 978-966-457-246-7.
- Богдан Мельничук., Яромир Чорпіта, Шманьківчики // Тернопільський енциклопедичний словник: у 4 т. / редкол.: Г. Яворський та ін., Тернопіль: Видавничо-поліграфічний комбінат «Збруч», 2008, Т. 3: П – Я, s. 645, ISBN 978-966-528-279-2.
- Шманьківчики. Чортківська округа. Історично-мемуарний збірник / ред. колегія О. Соневицької та інші. – Париж — Сидней – Торонто: НТШ, Український архів, 1974, Т. XXVII, s. 232—235.